# Knut Jönsson (Kurck)
Knut Jönsson (Kurck) till Laukko i Vesilax socken, född 1541, död 1598, var en svensk (finländsk) frälseman, ryttmästare och häradshövding i Satakunda i Finland. Son till Jöns Knutsson (Kurck) och Ingeborg Tott, dotter av Tönne Eriksson Tott (Tott af Skedebo) och Carin Eriksdotter (Bielke)
Knut blev kvartermästare vid hovfanan 1572, ryttmästare för samma fana 1578. Han erhöll fullmakt 1580 att vara ryttmästare över en fana ryttare i Finland. Han var slottsloven på Viborgs fästning 1591, och utnämndes till häradshövding över övre Satakunta härad 1593.

## Familj
Tidigare hade Knut Jönsson varit trolovad med Filippa Eriksdotter Fleming, men han gifte sig 1588 med  Brita Gylta till Hedensö (1560-1646), hovmästarinna för drottning Maria Eleonora av Brandenburg 1628 och dotter till riksrådet och översteskattmästaren Bengt Gylta i släkten Gylta och Ingeborg Jakobsdotter (Krumme).
Vid giftermålet erhöll hon godset Laukko till morgongåva och genom henne kom godset Hedensö till ätten Kurck och förblev i dess ägo till 1783. 
Barn
1. Catharina, född 1589, död ogift.
2. Jöns (1590-1652), 1651 upphöjdes han till friherre av Lempälä. Gift med Sofia De la Gardie. Paret fick Knut, Gustaf och Gabriel Kurck.
3. Ingeborg, död 1648. Gift 1620 med landshövdingen Arvid Horn af Kanckas.
4. En son som dog ung, nämnd bland gäster på Åbo slott